# Heinzenbach
Heinzenbach ist eine Ortsgemeinde im Rhein-Hunsrück-Kreis in Rheinland-Pfalz. Sie gehört der Verbandsgemeinde Kirchberg (Hunsrück) an.

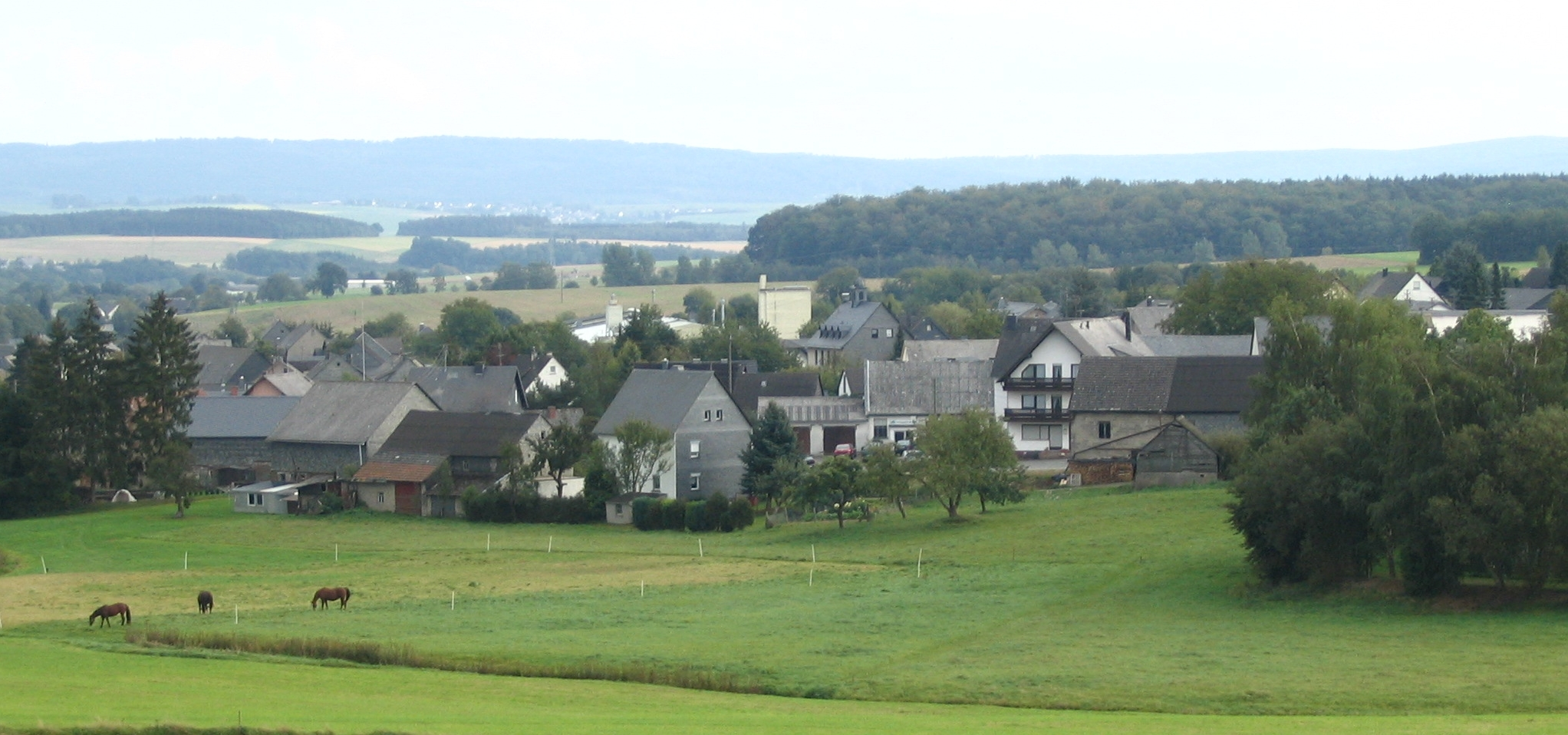
Heinzenbach aus nördlicher Richtung

## Geschichte
Um das Jahr 1310, nach neueren Erkenntnissen des Landeshauptarchiv Koblenz wohl 1330–1335, wird der Ort unter dem Namen Eyzinbach im Sponheimischen Gefälleregister der Grafschaft Sponheim erwähnt. Im Mittelalter war der Ort Besitz des Klosters Ravengiersburg, aber die meisten Bewohner waren Untertanen der Grafen von Sponheim.
Mit der Besetzung des Linken Rheinufers 1794 durch französische Revolutionstruppen wurde der Ort französisch, 1815 wurde er auf dem Wiener Kongress dem Königreich Preußen zugeordnet. Seit 1946 ist der Ort Teil des damals neu gebildeten Landes Rheinland-Pfalz.

## Politik

### Bürgermeister
Tobias Kalb ist seit dem 19. Januar 2022 Ortsbürgermeister von Heinzenbach.
Kalbs Vorgänger als Ortsbürgermeister war Günter Schumann von 2019 bis 2021.

### Wappen
| Wappen von Heinzenbach | Blasonierung: „Gespalten von Schwarz und Gold, vorn ein linksgewendeter und rotgezungter und -bewehrter goldener Löwe, hinten geteilt durch einen blauen Wellenbalken, oben zwei gekreuzte schwarze Berghämmer, unten zwei schwarze Mühlräder.“ |
| Wappen von Heinzenbach | |

## Persönlichkeiten
- Jürgen Kroh (* 1944), CDU-Politiker, wurde in Heinzenbach geboren